# Diego Sarmiento de Sotomayor
Diego Sarmiento de Sotomayor, Inguisidor General de Catalunya de 1544 a 1551. Va ser el predecessor de Ferran de Loaces.